# Assedio di Gand (1583-1584)
L'assedio di Gand del 1583-1584 fu un assedio combattuto nell'ambito della guerra degli ottant'anni che si svolse il dall'ottobre 1583 al 17 settembre 1584 presso la città di Gand (attuale Belgio). Lo scontro segnò la fine della cosiddetta Repubblica calvinista di Gand che aveva controllato gran parte del territorio della contea delle Fiandre dalla presa di potere dei protestanti radicali il 28 ottobre 1577, ponendo così la città di Gand in un ruolo primario nella lotta contro le forze governative spagnole.

## Antefatto

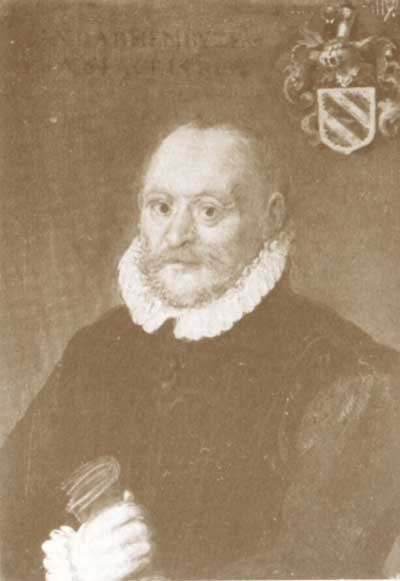
Ritratto di Jan van Hembyze.

Durante la sua esistenza, la repubblica calvinista di Gand (1577–1584) venne contraddistinta da costanti contrasti interni tra le varie fazioni che circondavano il calvinista radicale Jan van Hembyze e l'ala più moderata detta degli orangisti (perché simpatizzanti di Guglielmo d'Orange) capeggiati da François van der Kethulle, signore di Ryhove; sull'altro fronte le truppe spagnole a partire dal 1578 iniziarono a riconquistare una dopo l'altra la maggior parte delle città dell'area attorno alla città. Nel 1579, van Hembyze dapprima bandì Ryhove, e poi Ryhove fece rimuovere Hembyze dal comando della città con l'aiuto e l'influenza di Guglielmo d'Orange. Ryhove continuò la politica moderata ispirata ai principi del principe d'Orange e tentò di cooperare per quanto possibile con la repubblica calvinista di Anversa (1577–1585) e con gli Stati Generali del Brabante. Ad ogni modo, Ryhove ed il principe d'Orange persero completamente la loro autonomia nella città di Gand, in quanto persistevano nel voler provare a riconciliare Francesco Ercole di Valois, duca d'Angiò, dopo i violenti scontri di quest'ultimo con la popolazione nel territorio olandese nel gennaio del 1583. Hembyze venne richiamato a Gand il 14 agosto 1583, giungendovi il 24 ottobre, stabilendo de facto una dittatura personale sulla città. Ryhove venne espulso dalla città ancora una volta e si installò a Dendermonde dove bloccò i rifornimenti provenienti da Anversa e diretti a Gand per minare il regime di Hembyze.

## L'assedio

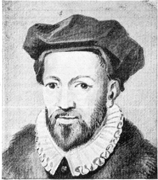
Datheen.

Hembyze non riuscì a riportare l'unità quando tornò a Gand. Gli orangisti sfidarono il suo controllo nella città di Anversa e nei suoi rapporti con gli stati generali, incrementando così la sfiducia verso l'intollerante regime presente a Gand, mentre la riconciliazione con Ryhove e la riapertura del canale di rifornimenti verso la città non venne mai portata a compimento. Il governatore generale spagnolo, il principe Alessandro Farnese, decise quindi di accerchiare Gand e a quel punto la caduta della repubblica calvinista locale risultò inevitabile. Gli spagnoli conquistarono Sas van Gent nell'ottobre di quell'anno e Waasland a novembre. Il 3 novembre, il principe Farnese riuscì a corrompere la guarnigione inglese (al servizio degli olandesi) presente nella città di Aalst, ormai alla fame, ed ottenne la resa della città in cambio di cibo e della paga per le truppe in loco. Dopo l'assedio, Ypres cadde il 7 aprile 1584, seguita da Bruges e da Brugse Vrije il 20 maggio 1584 con un trattato negoziato col principe Farnese. Hembyze e Pieter Datheen vennero costretti a dei negoziati segreti col principe Farnese il 5 marzo di quello stesso anno, ma questi vennero scoperti. Hembyze venne arrestato il 23 marzo e decapitato il 4 agosto nella piazza di Sint Pharaildis, mentre Datheen venne condannato al carcere. Nel frattempo, Guglielmo d'Orange venne assassinato il 10 luglio 1584 a Delft, lasciando i rivoltosi olandesi senza capi, né in ambito estremista, né in ambito moderato. Il 17 agosto 1584, Dendermonde venne costretta alla resa, e Ryhove fuggì in Inghilterra. Il 17 settembre 1584, Gand venne circondata dalle truppe spagnole.

## Conseguenze
Dopo la presa di Gand, Frédéric Perrenot de Champagney venne scarcerato locale (dove si trovava dal 1578), e nominato governatore della città. La caduta di Gand segnò la fine della repubblica calvinista locale e pose fine anche al suo ruolo primario nella rivolta contro il governo spagnolo, che passò ad Anversa e poi alla contea d'Olanda. Il cattolicesimo venne restaurato come religione ufficiale, mentre 15 000 degli abitanti locali, volontariamente o con la forza, abbandonarono la città, tra cui un migliaio di calvinisti che migrarono prevalentemente in Olanda. Dal 1600, la popolazione di Gand era scesa da 50 000 abitanti (prima della rivolta) a 31 000 residenti.